# Տ
Das Tiwn (Տ und տ) ist der 31. Buchstabe des armenischen Alphabets. Der Buchstabe stellt den Laut [⁠t⁠] (westarmenisch: [⁠d⁠]) dar und wird im Deutschen mit dem Buchstaben T (westarmenisch: D) transkribiert.
Es ist dem Zahlenwert 4000 zugeordnet. 

## Zeichenkodierung
Das Tiwn ist in Unicode an den Codepunkten U+054F (Großbuchstabe) bzw. U+057F (Kleinbuchstabe) zu finden.